# 安德烈·盖里耶
安德烈·盖里耶（法語：André Guerrier，1874年12月18日—？），生于勒阿弗尔，法国男子帆船运动员。他曾代表法国参加1924年夏季奥林匹克运动会帆船比赛，获得一枚铜牌。